# Michael Kremer
Michael Robert Kremer (født 12. november 1964) er en amerikansk udviklingsøkonom og professor ved Harvard University. I 2019 modtog han sammen med ægteparret Abhijit Banerjee og Esther Duflo fra MIT Nobelprisen i økonomi for de tre økonomers "eksperimentelle tilgang til at afhjælpe global fattigdom".

## Forskning
Kremer har sammen med Banerjee og Duflo introduceret nye metoder til at finde frem til, hvordan man bedst kan mindske fattigdom i verden. De har opdelt problemet i mindre og derfor mere konkrete og håndterbare spørgsmål, eksempelvis ved at arbejde med at finde den mest effektive metode til at løfte uddannelsesniveauet eller forbedre børnesundheden. De har kombineret deres tanker med eksperimentelt feltarbejde i forskellige lande, og denne eksperimentelle tilgang dominerer nu helt tilgangen indenfor forskningen i udviklingsøkonomi. Nobelstiftelsen skrev i sin begrundelse for at tildele prisen, at metoden dramatisk har forbedret de praktiske muligheder for at bekæmpe fattigdom. Blandt andet har mere end fem millioner børn i Indien nydt godt af deres resultater for organiseringen af skolevæsenet, og i mange lande har man efter økonomernes anvisning satset mere på præventiv sundhedspleje.